# Piper santaeclarae
Piper santaeclarae är en pepparväxtart som beskrevs av Standley & Steyerm.. Piper santaeclarae ingår i släktet Piper och familjen pepparväxter. Inga underarter finns listade i Catalogue of Life.